# Nilaparvata myersi
Nilaparvata myersi är en insektsart som beskrevs av Frederick Arthur Godfrey Muir 1923. Nilaparvata myersi ingår i släktet Nilaparvata och familjen sporrstritar. Inga underarter finns listade i Catalogue of Life.